# Карбидная лампа

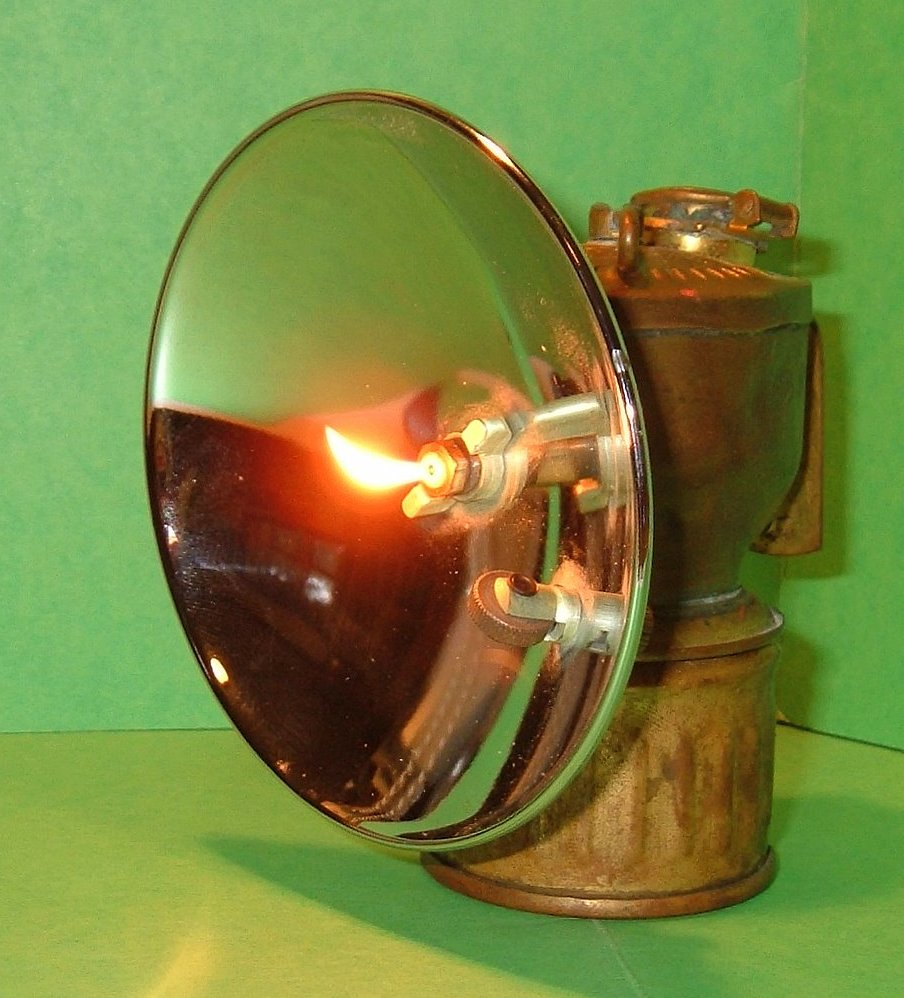
Карбидная лампа с отражателем. Имеется также огниво, аналогичное по принципу действия такового у зажигалок: оно состоит из стального колëсика-кресала и подпружиненного цилиндрика из мишметалла.

Карби́дная лампа или ацетиленовая лампа — лампа, в которой источником света служит ацетиленовое пламя, получаемое химической реакцией карбида кальция с водой. Пламя имеет красно-оранжевый цвет свечения, такой цвет ему придают ионы кальция. 
Данный тип ламп был широко распространён с начала XX века. Их устанавливали на кареты, автомобили и даже на велосипеды. В наши дни карбидная лампа используется только в случае нужды в мощном автономном источнике света, например, в спелеологии, на отдалённых маяках, так как это освещение выгоднее, чем подвод линии электропередачи или автономная энергетическая установка. До сих пор такие лампы используются на судах, бакенах.

## Конструкция

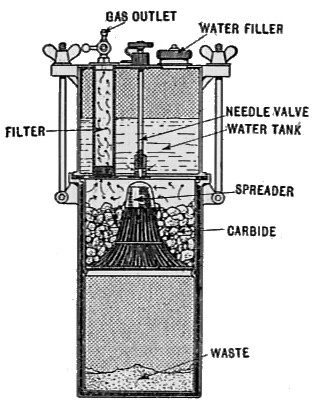

Карбидная лампа состоит из бачка (генератора ацетилена) и горелки. Бачок разделен на две части. В одной части находится карбид, в другую наливается вода. Регулируемый кран осуществляет дозированную (капельную) подачу воды в часть с карбидом. Изменением скорости подачи воды регулируют генерацию ацетилена и яркость фонаря. Реакция протекает по схеме:
{\displaystyle {\mathsf {CaC_{2}+2H_{2}O\rightarrow C_{2}H_{2}\uparrow +Ca(OH)_{2}}}}
Бачок может объединяться с горелкой в единую конструкцию или соединяться гибким шлангом. Горелка часто снабжается отражателем для получения направленного света. Современные горелки могут оснащаться пьезоэлементом для упрощения розжига.
Карбидная лампа даёт яркий свет тёплой гаммы. Кроме того, реакция карбида с водой является экзотермической, потому бачок дает некоторое количество тепла, пригодного для обогрева рук или тела.
Когда весь карбид прореагирует, в бачке остаётся влажный пастообразный гидроксид кальция (т. н. гашёная известь). После очистки и промывки бачка его можно вновь заправить карбидом и водой.

## История
В 1888 (по другим сведениям в 1892) году Томас Виллсон сумел получить карбид кальция в электродуговой печи из смеси оксида кальция с коксом. Дуговая печь обеспечивает высокую температуру, необходимую для обеспечения реакции.
{\displaystyle {\mathsf {CaO+3C\rightarrow CaC_{2}+CO}}}
Процесс оказался экономически эффективным, а доступная в промышленных масштабах электроэнергия позволила наладить производство карбида. Ацетиленовое освещение стало распространяться с 1894 года. В 1895 году Уиллсон продал свой патент компании Union Carbide.
В начале XX века широкое распространение имели ацетиленовые фары на транспорте, которые только в 1930-е были вытеснены электрическими.